# Bruno Elizeu Versari
Bruno Elizeu Versari (Cândido Mota, 30 de Maio de 1959) é um prelado brasileiro da Igreja Católica, atual bispo diocesano de Ponta Grossa e Presidente da Comissão Episcopal para a Vida e a Família da CNBB.

## Biografia
Dom Bruno Elizeu Versari nasceu em 30 de maio de 1959 em Cândido Mota, diocese de Assis (São Paulo). Estudou Filosofia na Pontifícia Universidade Católica de Curitiba (1981-1983) e Teologia no Instituto “Paulo VI” em Londrina (1984-1987). Depois se especializou em Bíblia na Pontifícia Universidade Católica de Maringá.
Foi ordenado sacerdote em 3 de janeiro de 1988 e foi incardinado na Arquidiocese de Maringá. No decorrer do seu ministério, desempenhou os seguintes cargos: Vigário Paroquial de“Santa Maria Goretti” em Maringá (1988-1990); Assistente do Seminário Maior “Nossa Senhora da Glória” (1988-1990); Pároco de “Santa Isabel de Portugal” em Maringá (1990-2009); Ecônomo arquidiocesano (2001-2009); Membro do Conselho Presbiteral e do Colégio dos Consultores (2001-2010); Vigário Geral (2011-2015).

## Episcopado
No dia 19 de abril de 2017 o Papa Francisco o nomeou bispo-coadjutor de Campo Mourão. Foi consagrado na Catedral de Maringá em 25 de junho de 2017, tendo como consagrante principal Dom Anuar Battisti, arcebispo de Maringá, e como co-consagrantes Dom Murilo Krieger, arcebispo-primaz do Brasil e vice-presidente da CNBB, e Dom Javier Del Valle Paredes, bispo de Campo Mourão.
Em 6 de dezembro de 2017 sucedeu como bispo de Campo Mourão, após o acolhimento da renúncia de Dom Javier, por motivos de idade.
Em 26 de abril de 2023, durante a 60° Assembleia Geral da CNBB, foi eleito Presidente da Comissão Episcopal para a Vida e a Família, pelo período de 2023-2027.
Em 16 de junho de 2024, foi nomeado pelo Papa Francisco, bispo da Diocese de Ponta Grossa
Em 20 de maio de 2025, foi nomeado Administrador Apostólico da Diocese de Paranaguá, após a renúncia de seu bispo titular.